# Cambefortius turneri
Cambefortius turneri är en skalbaggsart som beskrevs av Antoine Boucomont 1936. Cambefortius turneri ingår i släktet Cambefortius och familjen bladhorningar. Inga underarter finns listade.